# Каарет
Кааре́т (фр. Caharet, окс. Caharèth) — коммуна во Франции, находится в регионе Юг — Пиренеи. Департамент — Верхние Пиренеи. Входит в состав кантона Турне. Округ коммуны — Тарб.
Код INSEE коммуны — 65118.

## География

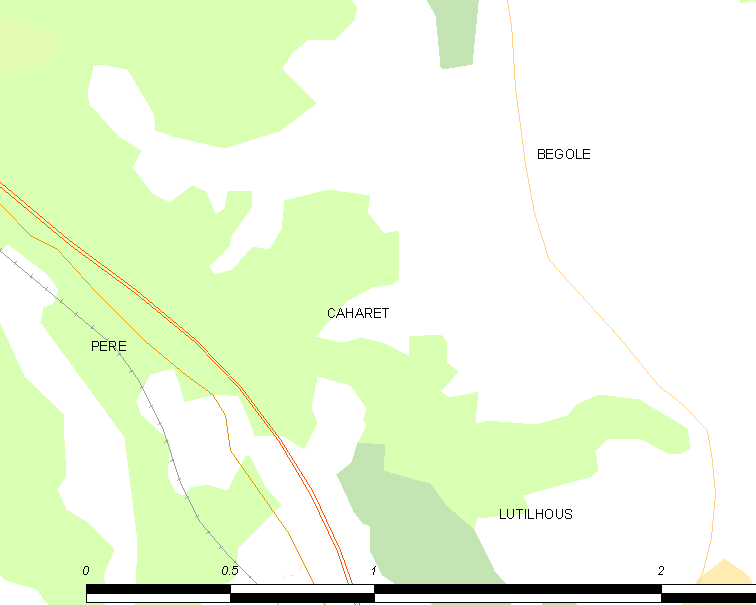
Карта коммуны

Коммуна расположена приблизительно в 660 км к югу от Парижа, в 105 км юго-западнее Тулузы, в 23 км к юго-востоку от Тарба.
По территории коммуны протекает река Лен.

## Климат
Климат умеренно-океанический с солнечной тёплой погодой и обильными осадками на протяжении практически всего года.

## Население
Население коммуны на 2010 год составляло 26 человек.
| 1962 | 1968 | 1975 | 1982 | 1990 | 1999 | 2010 |
| ---- | ---- | ---- | ---- | ---- | ---- | ---- |
| 35   | 31   | 31   | 29   | 25   | 26   | 26   |

## Администрация
| Период | Период | Фамилия   | Партия | Примечания |
| ------ | ------ | --------- | ------ | ---------- |
| 2001   | 2020   | Ремон Пер |        |            |

## Экономика
В 2010 году среди 13 человек трудоспособного возраста (15-64 лет) 8 были экономически активными, 5 — неактивными (показатель активности — 61,5 %, в 1999 году было 50,0 %). Из 8 активных жителей работали 8 человек (5 мужчин и 3 женщины), безработных не было. Среди 5 неактивных 1 человек был учеником или студентом, 4 — пенсионерами, 0 были неактивными по другим причинам.